# Domenico dalla Rosa
Domenico dalla Rosa , (Vérone,30 mars 1778 - 3 avril 1834 ) est  un peintre italien qui a été actif dans la seconde moitié du XVIIIe  et au début du  XIXe siècle.

## Biographie
Domenico dalla Rosa était le fils de Saverio dalla Rosa (1745-1821) auquel il succéda en 1811 comme directeur à l'Académie de peinture et sculpture et comme gardien de la Galerie communale d'art de Vérone.

## Œuvres
- Fresque, chœur de l'église de San Giacomo alla Pigna, Vérone[2].

## Sources
- x